# CASDEN Banque populaire
Pour les articles homonymes, voir Banque populaire (homonymie).
La CASDEN Banque populaire, à l'origine, acronyme de la Caisse d'aide sociale de l'Éducation nationale, est la banque coopérative à dimension nationale, de toute la fonction publique française, fondée en 1951.
Elle fait partie du réseau des Banques populaires et du Groupe BPCE, dont elle est l'un des actionnaires.

## Historique
Fondée en 1951 de la volonté des enseignants, de créer et gérer par eux, la banque coopérative des personnels de l'éducation, de la recherche et de la culture.
Elle est notamment régie par la loi portant statut de la coopération du 10 septembre 1947, les articles L-512-2 et suivants du Code monétaire et financier.
En 1974, elle noue un partenariat avec le groupe Banque populaire. Également coopératif, il permet à la CASDEN de mieux servir ses sociétaires au travers du réseau des Banques populaires régionales réparties sur l'ensemble du territoire. Elle devient alors à la fois Banque populaire et partenaire des Banques populaires.
Elle est membre de L'Économie sociale partenaire de l'école de la république (L'ESPER), créé en décembre 2010 dans le prolongement du Comité de coordination des œuvres mutualistes et coopératives de l'Éducation nationale (CCOMCEN).
La CASDEN est aussi partenaire privilégiée des grandes organisations de l'Éducation nationale, notamment la MGEN.
En 2015, elle s'ouvre à l'ensemble de la Fonction publique.

## Sociétariat
Les sociétaires peuvent être, :
- les personnes travaillant dans un service public ou établissement public relevant du ministère de l'Éducation nationale, de la Recherche, des Sports ou de la Culture, et leurs conjoints, concubins, ou pacsés ;
- les personnes travaillant dans les établissements d’enseignement public relevant d’autres ministères et leurs conjoints, concubins, ou pacsés et toutes autres catégories pouvant être rattachées à l’Éducation nationale ;
- les associations, groupements et généralement toutes personnes morales, légalement constituées, dont l’activité est au service de l’Enseignement Public, de la Recherche et de la Culture ou de ses membres, ainsi que les personnes employées par ces organismes ;
- les retraités des catégories ci-dessus ;
- les sociétés du réseau Banques populaires, de BPCE ;
- les personnes ayant rendu des services signalés à la société ;
- les personnes appartenant à des catégories agréées par le Conseil d'administration, après accord de BPCE.

Les sociétaires de la CASDEN sont accueillis au sein des 111 délégations départementales animées par des collègues enseignants et dans les agences des Banques populaires régionales.